# Kerk van Rø
De Kerk van Rø (Deens: Rø Kirke) is een parochiekerk in het kerkdorp Rø in het noorden van het Deense eiland Bornholm.
De kerk werd voltooid in 1888 en vervangt het romaanse kerkgebouw uit circa 1200, dat een jaar eerder werd gesloopt als gevolg van bouwkundige problemen. Gebouwd in de neoromaanse stijl is de kerk min of meer een kopie van de voorganger.
Het altaarstuk en de preekstoel dateren uit het begin van de 17e eeuw. In 1955 werd het Frobenius-orgel geïnstalleerd. Het orgel bezit zes registers. In het kerkschip hangt het votiefschip "Kirstine" uit 1907.

## Afbeeldingen

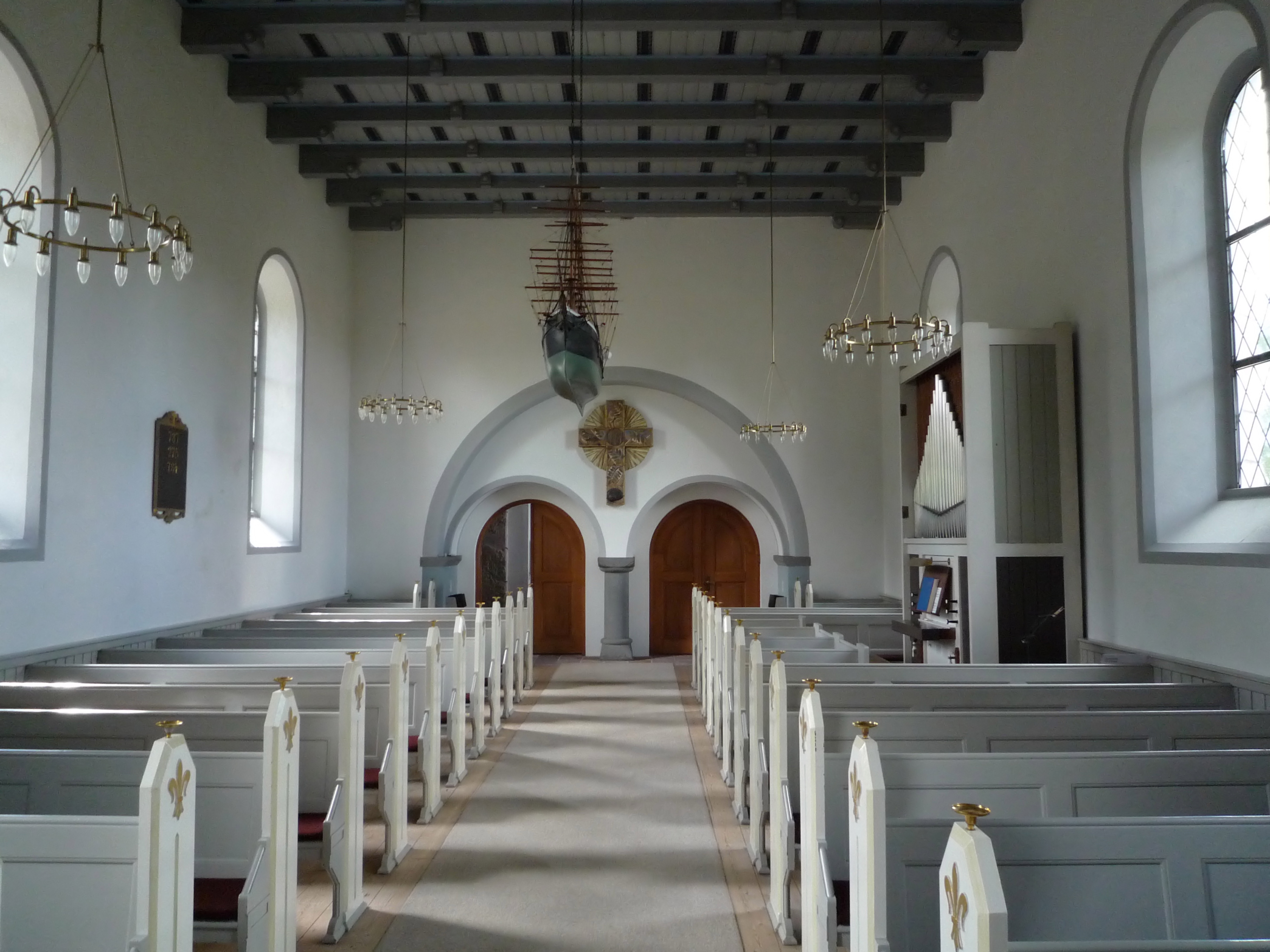
Kerkschip naar het westen toe
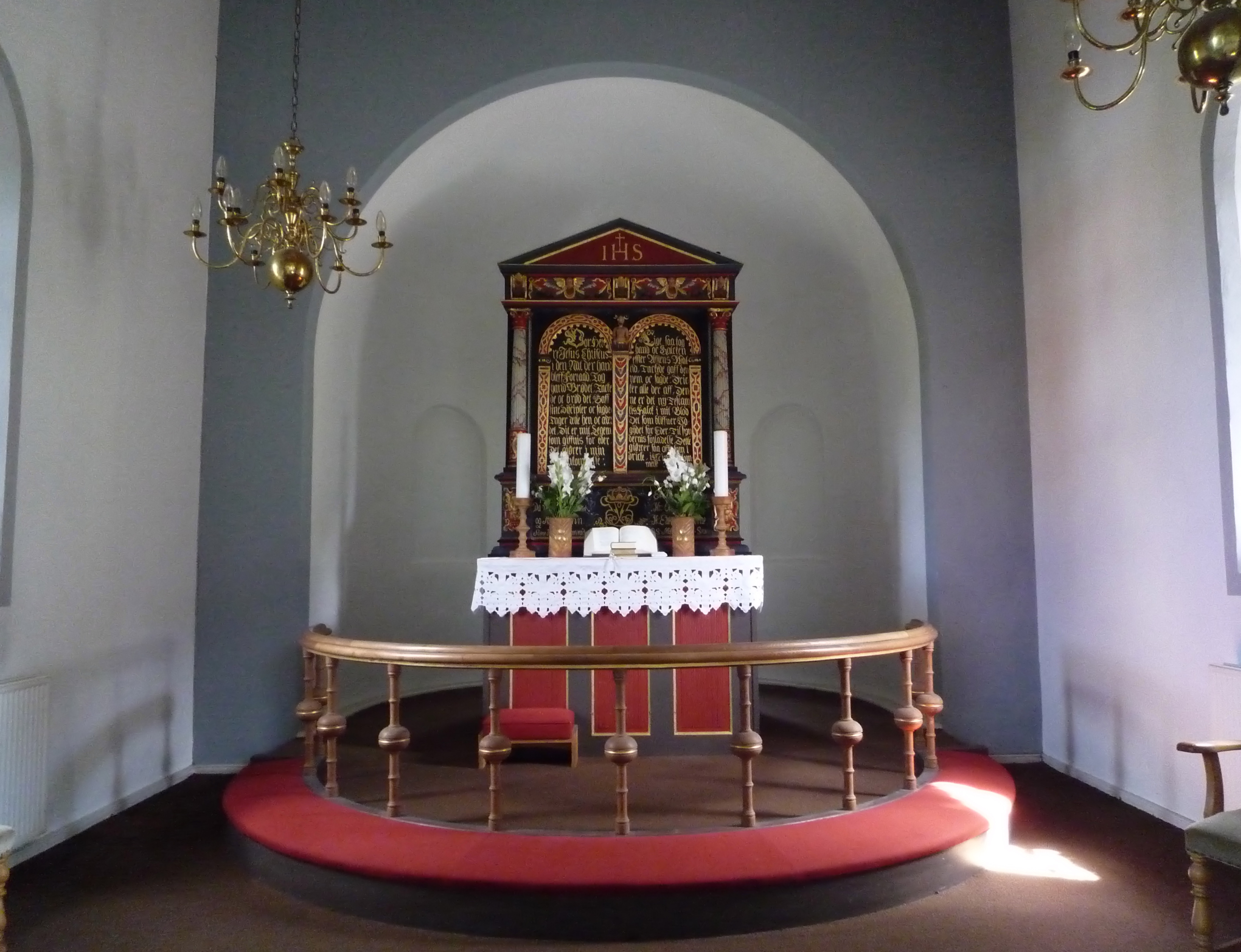
Altaar
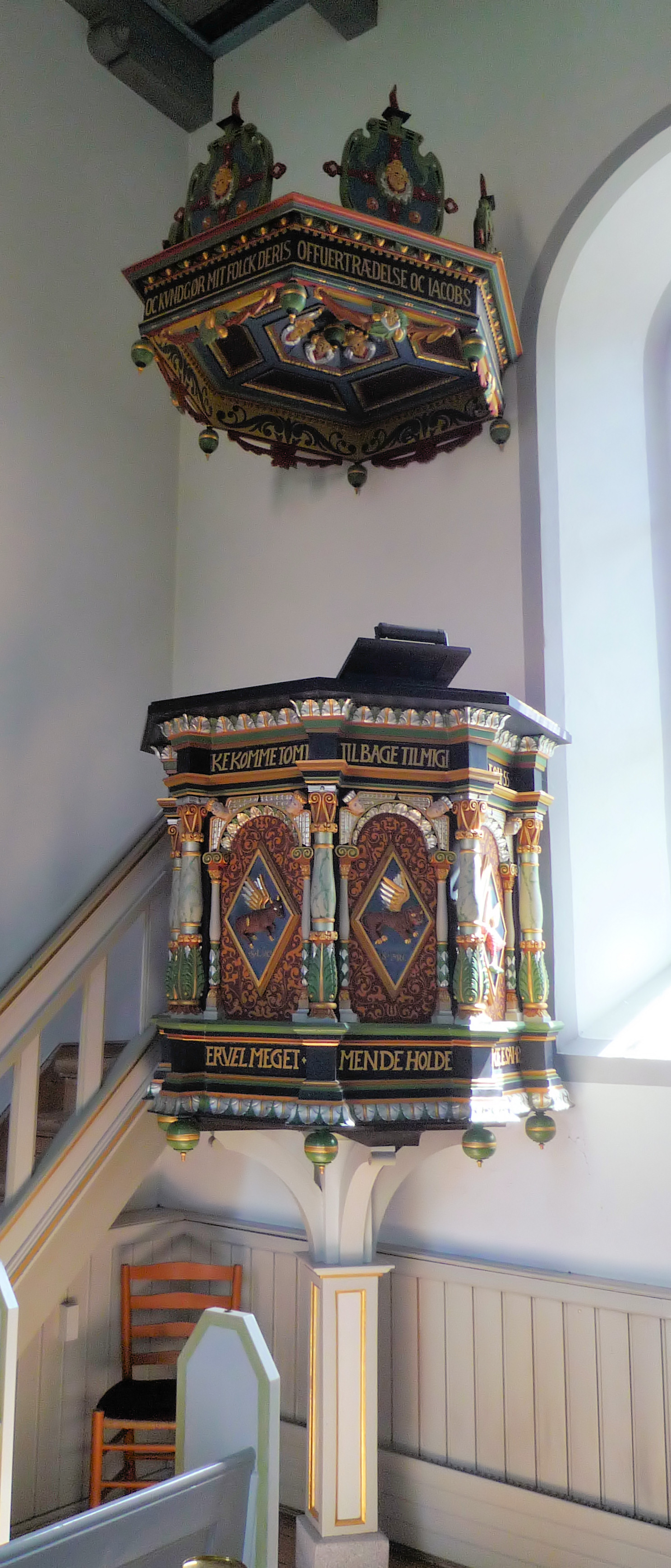
Preekstoel
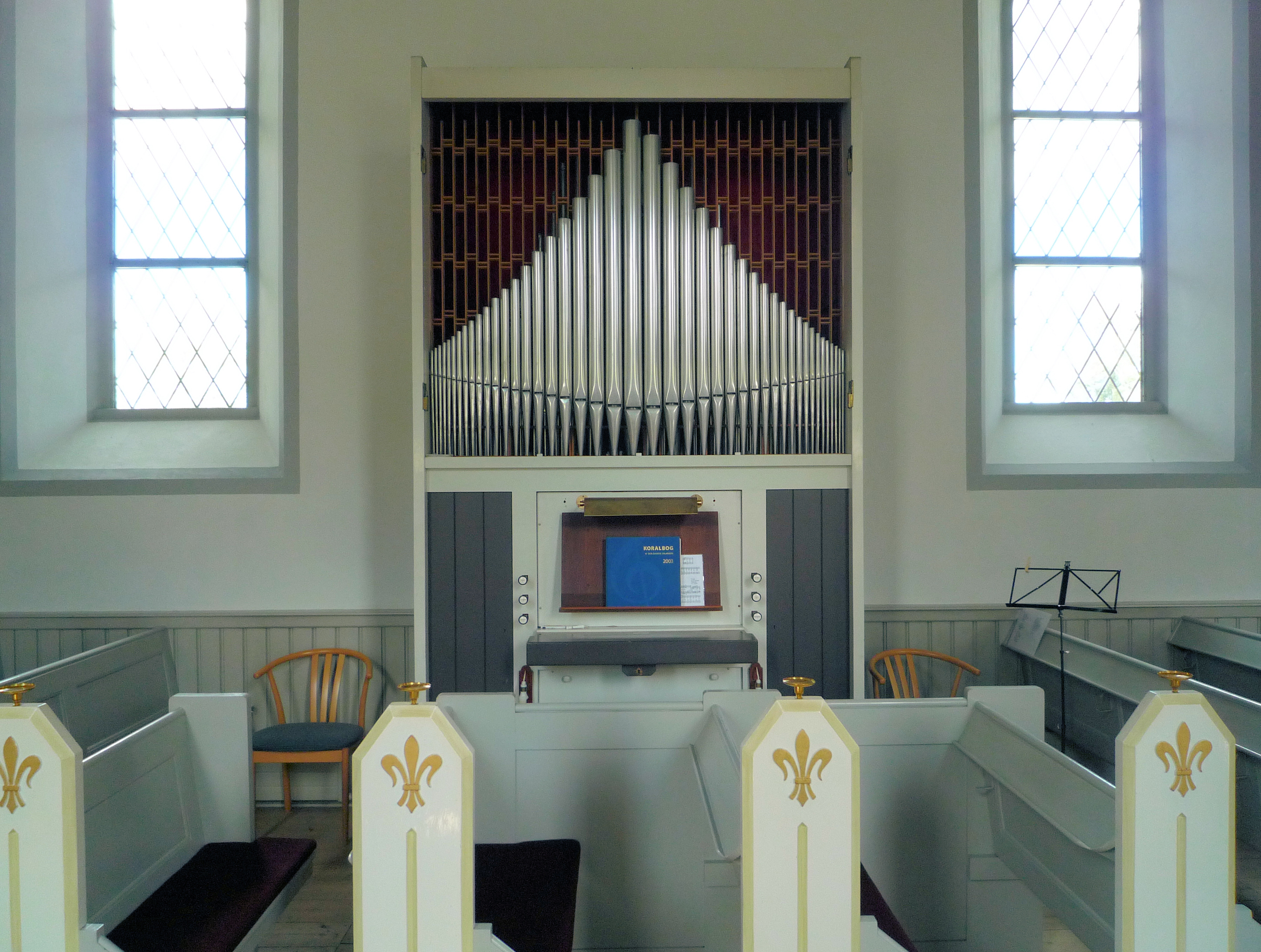
Orgel